# Pyromania
Pyromania is het derde studioalbum van de Engelse hardrockband Def Leppard.
Het album is uitgebracht op 20 januari 1983 en is het eerste album met waarop gitarist Phil Collen optreedt als vervanging voor Pete Willis. Het album is geproduceerd door Robert John "Mutt" Lange. Waar de eerste twee albums van de band meer traditionele heavy metal lieten horen, was Pyromania meer mainstream rock en het album werd een veel groter commercieel succes dan haar voorgangers. Het behaalde tienmaal platina ('diamant') in de VS en de tweede plaats in de Billboard 200. Daarnaast kwam het album tot nummer 4 in Canada, waar het zeven maal platina haalde. Het succes in Europa was beperkter: het meest succesvol was het album in de UK Albums Chart met een 18e positie.
Een deel van het album is opgenomen met de originele gitarist van de band, Pete Willis. Zijn ritmegitaartracks komen op alle nummers voor. Richting het eind van de opnames voor dit album werd Willis ontslagen wegens alcoholmisbruik. Zijn vervanging, Phil Collen, droeg een aantal solo's en andere gitaarpartijen bij aan de plaat. 
Van het album zijn vier singles afkomstig: "Photograph", "Rock of Ages", "Foolin'" en "Too Late for Love". 
Over het algemeen ontving Pyromania positieve recensies. Samen met de opvolger Hysteria wordt het beschouwd als het beste werk van de band.  
In 2009 is een 'deluxe editie' van het album uitgebracht. Deze editie bevat twee cd's. Naast het album zelf, bevat de tweede disc opnames van het concert in het L.A. Forum van 11 september 1983.

## Tracklijst
| Nr. | Titel                       | Schrijver(s)                         | Duur |
| --- | --------------------------- | ------------------------------------ | ---- |
| 1.  | Rock! Rock! (Till You Drop) | Clark, Elliot, Lange, Savage         | 3:52 |
| 2.  | Photograph                  | Clark, Elliot, Lange, Savage, Willis | 4:12 |
| 3.  | Stagefright                 | Elliot, Lange, Savage                | 3:46 |
| 4.  | Too Late for Love           | Clark, Elliot, Lange, Savage, Willis | 4:30 |
| 5.  | Die Hard the Hunter         | Clark, Elliot, Lange, Savage         | 6:17 |

| Nr. | Titel             | Schrijver(s)                         | Duur |
| --- | ----------------- | ------------------------------------ | ---- |
| 6.  | Foolin'           | Clark, Elliot, Lange                 | 4:32 |
| 7.  | Rock of Ages      | Clark, Elliot, Lange                 | 4:09 |
| 8.  | Comin' Under Fire | Clark, Elliot, Lange, Willis         | 4:20 |
| 9.  | Action! Not Words | Clark, Elliot, Lange                 | 3:49 |
| 10. | Billy's Got a Gun | Clark, Elliot, Lange, Savage, Willis | 5:56 |

## Bezetting

### Def Leppard
- Joe Elliott - zang
- Phil Collen - gitaarsolo's op 1–3, 6, 7 en 10, extra ritmegitaren, achtergrondzang
- Steve Clark - lead- en ritmegitaren
- Pete Willis - slaggitaren (alle nummers)
- Rick Savage - bas, achtergrondzang
- Rick Allen - drums

### Extra muzikanten
- "The Leppardettes" - achtergrondzang
- John Kongos - Fairlight CMI -programmering
- Thomas Dolby - keyboard (gecrediteerd als Booker T. Boffin)